# I Move On
I Move On ist ein von Fred Ebb und John Kander für den Film Chicago geschriebener und von Catherine Zeta-Jones und Renée Zellweger interpretierter Filmsong. Das Lied wurde für die Oscarverleihung 2003 für den Oscar als bester Filmsong nominiert.
I Move One ist nicht für das adaptierte Musical Chicago geschrieben worden, sondern wurde von Ebb und Kander neugeschrieben und wurde während des Abspanns von Zellweger und Jones gesungen. Bei der Oscarshow sang die zu dem Zeitpunkt hochschwangere Catherine Zeta-Jones das Lied mit Queen Latifah. Zeta-Jones sollte an dem Abend noch mit dem Oscar für die beste Nebendarstellerin ausgezeichnet werden. Queen Latifah war kurzfristig eingesprungen, nachdem Zellweger es abgelehnt hatte, live zu singen.
Der Soundtrack kam über das Label Epic/Sony am 14. Januar 2003 in den Handel. Auf dem Soundtrackalbum ist I Move On in der von Zeta-Jones und Zellweger gesungenen vierminütigen Fassung als vierzehntes Stück aufgenommen worden.

## Auszeichnungen
- Oscars 2003: Nominierung für Fred Ebb und John Kander für den Oscar für den besten Filmsong.[6] Der Oscar ging an Eminem für Lose Yourself aus 8 Mile.[7]
- Grammy Awards 2004: Nominierung für den Grammy Award for Best Song Written für a Motion Picture, Television or Other Visual Media. Die Auszeichnung ging an A Mighty Wind aus A Mighty Wind.[8]